# General Trias
General Trias (offiziell: City of General Trias; Filipino: Lungsod ng Heneral Trias) ist eine philippinische Großstadt in der Provinz Cavite. Sie hat 314.303 Einwohner (Zensus 1. August 2015).

## Baranggays
General Trias ist politisch in 33 Baranggays unterteilt.
- Alingaro
- Bacao I
- Gov. Ferrer Pob. (Bgy. 1)
- Sampalucan Pob. (Bgy. 2)
- Dulong Bayan Pob. (Bgy. 3)
- San Gabriel Pob. (Bgy. 4)
- Bagumbayan Pob. (Bgy. 5)
- Vibora Pob. (Bgy. 6)
- 1896 Pob. (Bgy. 8)
- Prinza Pob. (Bgy. 9)
- Biclatan
- Buenavista I
- Corregidor Pob. (Bgy. 10)
- Javalera
- Manggahan
- Navarro
- Panungyanan
- Pasong Camachile I
- Pasong Kawayan I
- Pasong Kawayan II
- Pinagtipunan
- San Francisco
- San Juan I
- Santa Clara
- Santiago
- Tapia
- Tejero
- Arnaldo Pob. (Bgy. 7)
- Bacao II
- Buenavista II
- Buenavista III
- Pasong Camachile II
- San Juan II